# Биогеографија
Биогеографија је наука о закономерностима распрострањености разних биоценоза на Земљиној лопти, а такође животиња, биљака и микроорганизама. Саставни је део физичке географије.

## Настанак науке
Стриктно говорећи, биогеографија је део биологије, али су географи (посебно физички географи) умногоме допринели развоју ове науке. Развила се на додиру биологије и географије. Подаци из физике, метеорологије, климатологије, геолошке историје планете, хемије водених екосистема, су од непроцењиве важности за објашњење распростирања и тренутног распрострањења организама.

## Подела биогеографије
Биогеографија се дели на:
- фитогеографију и
- зоогеографију.

## Биогеографске дисциплине
- Хорологија,
- Историјска биоегеографија
- Синтезна биоегеографија
- Еколошка биоегеографија